# Leština (Olomouc)
Leština é uma comuna checa localizada na região de Olomouc, distrito de Šumperk.